# Afrim Taku
Afrim Taku (* 4. srpna 1989, Tirana, Albánie) je albánský fotbalový záložník, od léta 2015 bez angažmá.

## Klubová kariéra
- KF Tirana (mládež)
- KF Tirana 2008–2015
- →  FK Skrapari (hostování) 2008–2009

## Reprezentační kariéra
Italský trenér reprezentačního A-mužstva Albánie Gianni De Biasi jej 7. června 2015 poprvé nominoval do týmu pro přátelský zápas s reprezentací Francie hraný 13. června. Byl připraven na lavičce, ale do zápasu nezasáhl (Albánie vyhrála 1:0).